# Jadrići
Jadrići is een plaats in de gemeente Žakanje in de Kroatische provincie Karlovac. De plaats telt 14 inwoners (2001).